# 林绮琪
林绮琪（1996年5月12日—），中国女子冰球运动员，出生于加拿大不列颠哥伦比亚省里士满市，她的曾祖父和曾祖母都是中国人。她曾代表中国参加2022年冬季奥林匹克运动会。
毕业于康涅狄格大学。2018年加盟深圳昆仑鸿星冰球俱乐部。主力前锋，参加了114场正式比赛，攻入32进球55助攻获得87分，2019-2020赛季俄罗斯女子冰球联赛WHL总决赛冠军，入选了联赛全明星赛。在2021-2022赛季WHL俄罗斯女子冰球联赛中7进球12助攻，队内积分榜第二。

## 外部連結
- 林绮琪 - Qiqi LIN （页面存档备份，存于）